# Navacerrada
Navacerrada és un municipi de la Comunitat de Madrid. Situat a uns 1.200 m d'altitud, sobre l'Embassament de Navacerrada del mateix nom i a l'entrada de la Vall de la Barranca (Sierra de Guadarrama).

## Galeria d'imatges

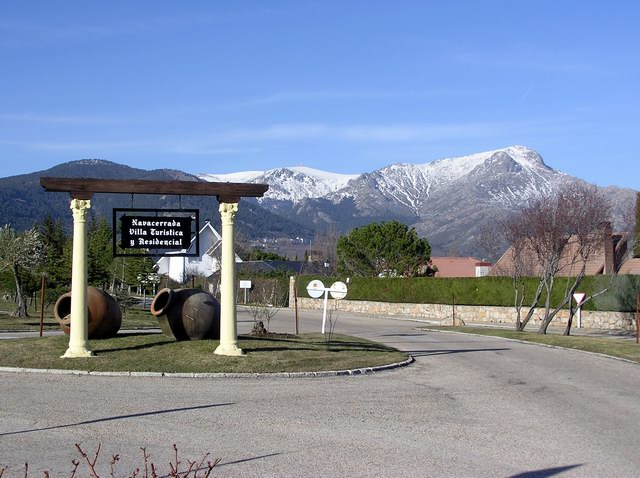
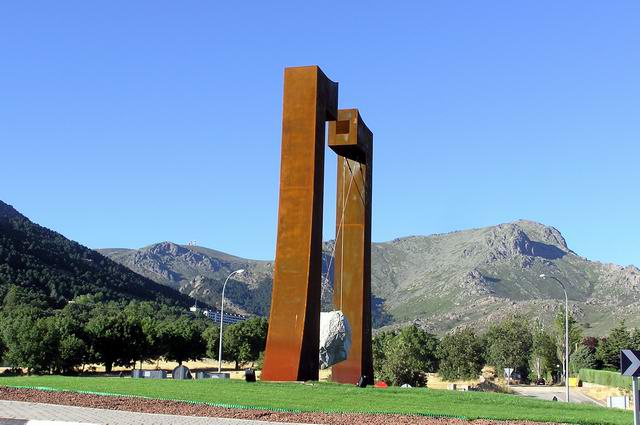
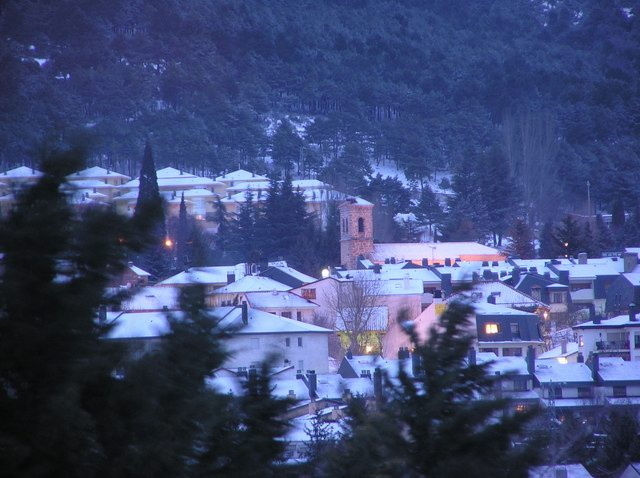
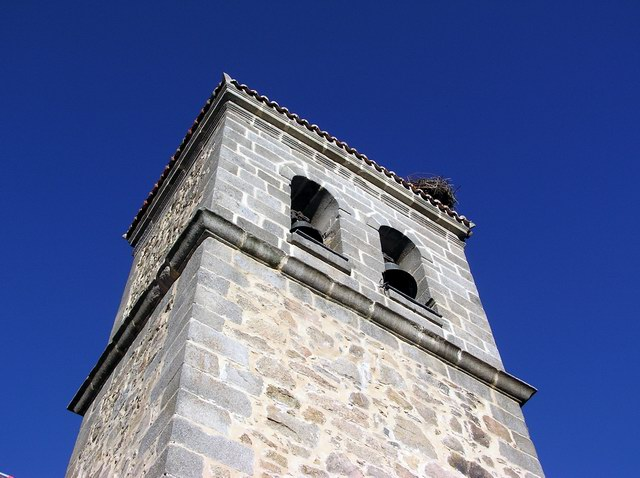
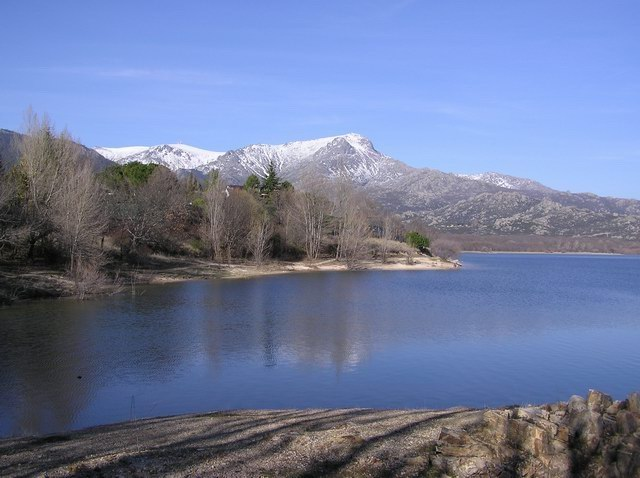
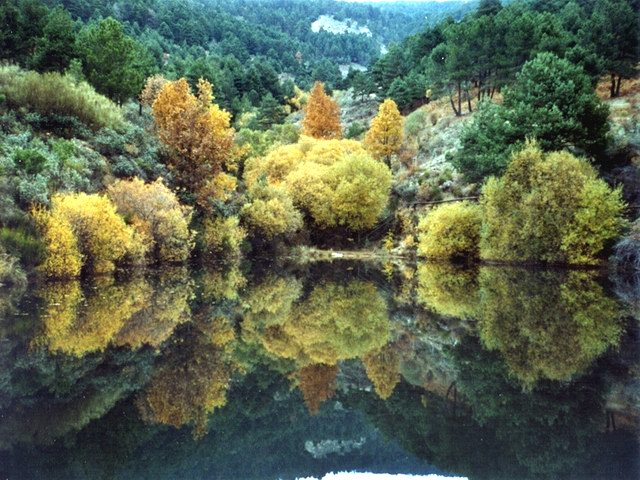
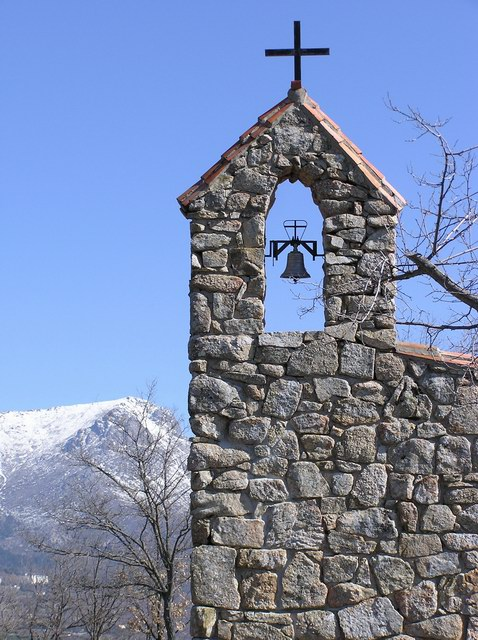